# Marta Tomaszewska
Marta Tomaszewska (ur. 10 kwietnia 1933 w Warszawie, zm. 4 lipca 2009) – polska pisarka, poetka i baśniopisarka.

## Życiorys
Marta Tomaszewska, córka Tadeusza i Eugenii. Uczyła się w szkole im. N. Żmichowskiej. Ukończyła studia na Wydziale Dziennikarstwa i socjologię na Uniwersytecie Warszawskim. Debiutowała w 1956 opowiadaniem w "Walce Młodych". Od 1965 współpracowała z "Płomykiem".
Na podstawie tekstu Marty Tomaszewskiej powstał musical Wyprawa Tapatików, którego premiera odbyła się w 1982 w Teatrze Dramatycznym im. Jerzego Szaniawskiego w Płocku. 
Była członkiem Stowarzyszenia Pisarzy Polskich (od 1994) oraz Polskiego PEN Clubu (od 1999).
Za książkę Tego lata w Burbelkowie otrzymała w 2001 roku Nagrodę Literacką im. K. Makuszyńskiego dla najlepszej książki dla dzieci roku 2000. Za swą twórczość otrzymała wiele nagród, m.in.: Nagrodę Prezesa Rady Ministrów za twórczość dla młodych (1981), Krzyż Kawalerski Orderu Odrodzenia Polski (1986), Order Uśmiechu (1996) i Medal Polskiej Sekcji IBBY (2006).
19 grudnia 2008 z rąk Ministra Kultury i Dziedzictwa Narodowego Bogdana Zdrojewskiego odebrała Złoty Medal „Zasłużony Kulturze Gloria Artis”.

## Współpraca ze Służbą Bezpieczeństwa PRL
W latach 1971–1980 zarejestrowana jako tajny współpracownik SB pod numerem 51385 TW "Marta". Autorka licznych donosów m.in. na Annę Kamieńską, Pawła Śpiewaka, Seweryna Pollaka, Andrzeja Drawicza i Ignacego Szenfelda. Dzięki współpracy ułatwiano jej wydanie książek i gwarantowano pozytywną ocenę przez krytykę literacką. Nie miała problemów z paszportem, podróżowała swobodnie po Europie. Rok 1973 spędziła w Szwajcarii, w 1979 została wydelegowana przez Ministerstwo Kultury, na stypendium do Francji. 

## Publikacje
- A potem po prostu życie (1970)
- Bal u zegarmistrza Teofila (1972)
- Baśnie (2001)
- Cykl Tapatików:
  - Wyprawa Tapatików (1974)
  - Tapatiki na Ziemi (1976, 2000)
  - Tapatiki kontra Mandiable (1976, 1985)
  - Powrót Tapatików (1984)
- Dolina Czarów (2002)
- Gdzie ten skarb?! (1966, 1977,1990)
- Historia miłosna (1998)
- Jasność i dal: wspomnienia z nie-pamięci (2003)
- Jeżeli ze mną pojedziesz (1993)
- Kawka, Lulek i Sebastian (1983)
- Kim jest wujek Tomek? (1997)
- Królowa Niewidzialnych Jeźdźców (1988, 1999)
- Którędy do Eldorado? (1967, 1970, 1984)
- Miraż miłości, miraż śmierci (1996)
- Niezwykłe odwiedziny (1984)
- Nocą po dniu miłości (1978)
- O nieszczęśliwej księżniczce Irribindżi, dzielnej Czoro-Moro i Peterze piracie (1983)
- Omijajcie wyspę Hula (1968,1973,1983,1988,1995)
- Oswajanie przy tobie (1999)
- Pampuszek w Dolinie Zbiegów (Wydawnictwo Śląsk, Katowice 1988)
- Pan Tu i Pan Tam (Wydawnictwo Śląsk, Katowice 1986)
- Peruka (1977)
- Podróż do krainy Om (1979)
- Porwanie (1974, 1978)
- Potworek (1983, 1996)
- Przyprowadź go do nas, Pu Bu! (1971, 1985)
- Rozmowy z Ancymonkiem (1987)
- Serpennte w raju (1978)
- Sędzia (1979)
- Szansa (1973)
- Tajemnica białego pokoju (1977, 1986)
- Tak lekko tańczysz (1996)
- Tego lata w Burbelkowie (2000)
- Tetraktys (1991)
- Trójkąt bermudzki: opowieść magiczna (2002)
- Ulica grozy (2007)
- Urwany ślad (2002)
- Wielkolud z Jaskini Piratów albo Tajemnica czwartej ściany (w 1988 książka została wpisana na Listę Honorową IBBY)
- Wirująca ciemność (1979)
- Wszyscy znamy Davida (1998)
- Zamach na wyspę (1973,1976, 1986)
- Zorro, załóż okulary! (1969)